# Lineação (geologia)

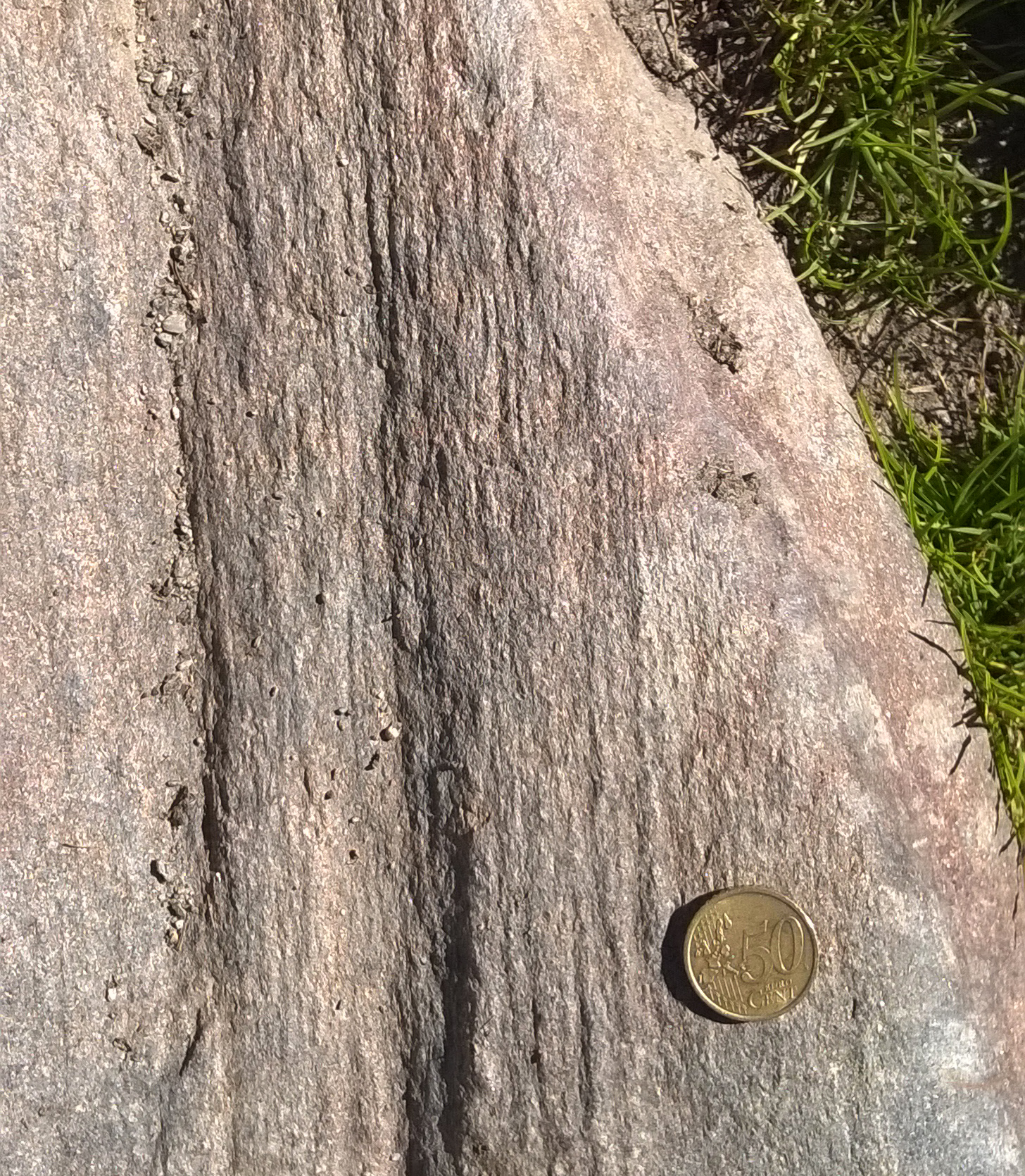
Lineações visíveis na superfície de uma rocha foliada.

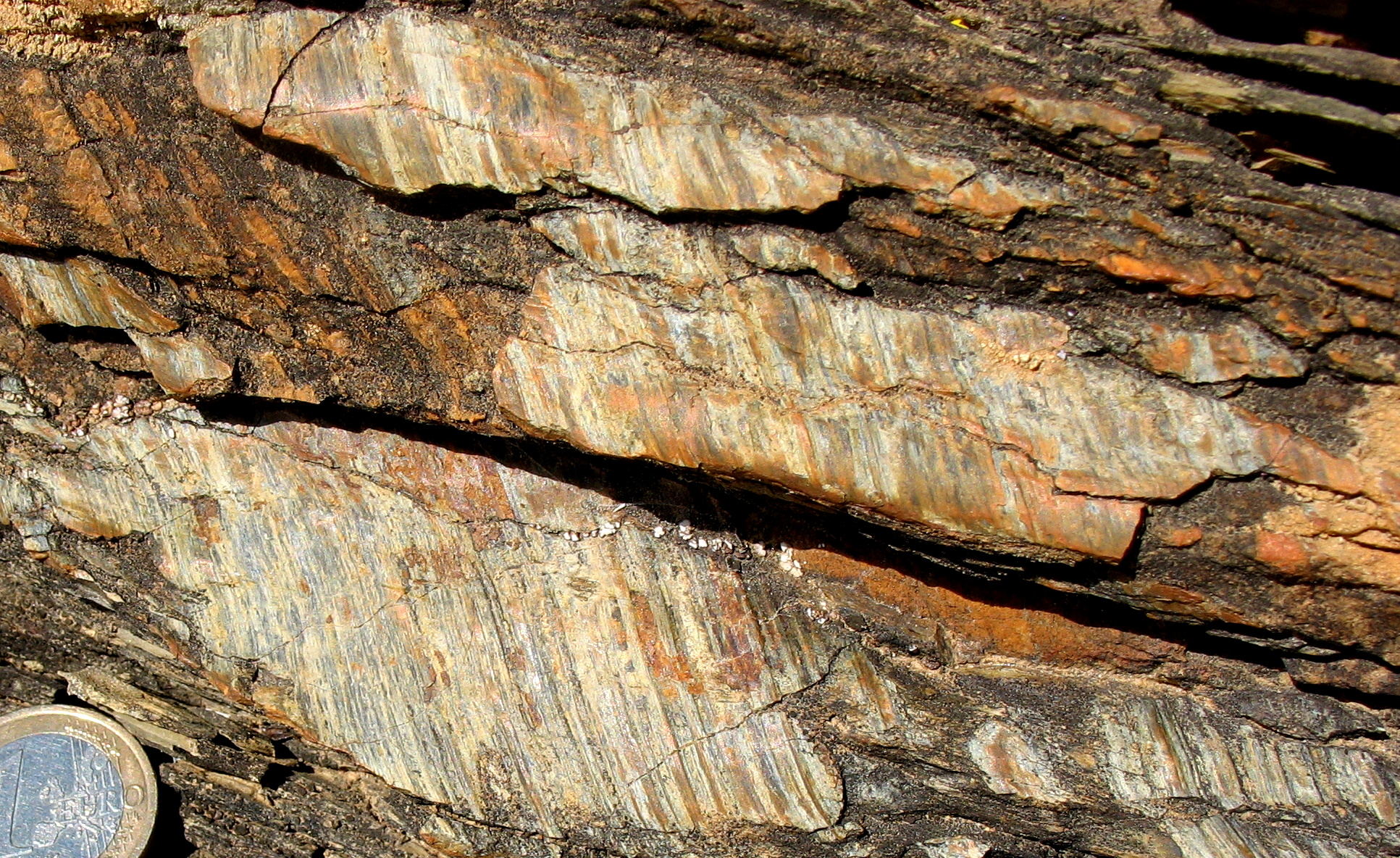
Plano de falha estriado. As estrias indicam a direção do movimento.

Lineação é o termo usado em geologia e petrografia para designar as estruturas repetitivas presentes nas rochas com um arranjo linear, sendo característica comum em rochas deformadas. Elas são consideradas principalmente estruturas secundárias, mas alguns autores mencionam a existência de lineações primárias em rochas rochas sedimentares e rochas ígneas. No caso específico das rochas metamórficas, a lineação metamórfica é caracterizada por apresentar orientação preferencial segundo linhas paralelas, nomeadamente os eixos de microdobras, as massas de minerais metamórficos, prismáticos ou aciculares, dispostos sub-paralelamente, ou os seixos ou outros componentes litológicos reliquiares ou pré-tectónicos estirados segundo uma direção linear preferencial. O equivalente planar de lineação é a foliação.

## Descrição
O aparecimento de lineação pode ter várias origens, embora maioritariamente resulte de processos tectónicos e matamórficos. Podem ser enumerados cinco tipos de lineação:
- Lineação por movimento ao longo de uma superfície;
- Lineação por eixos de crenulação paralelos;
- Lineação por alongamento de componentes da rocha;
- Lineação por alinhamento de objectos alongados já presentes na rocha;
- Lineação por intersecção de grupos de planos.

As falhas geológicas apresentem frequentemente lineações na forma de estrias chamadas slickensides. Estas lineações estão confinadas a certos planos e, portanto, não são penetrantes na massa rochosa.
Algumas lineações ocorrem devido à interferência de duas foliações. As lineações vistas numa rocha crenulada podem ser muito regulares, situação que ocorre em alguns xistos. É comum que um ou dois sistemas de lineação sejam visíveis num mesmo plano de foliação, mas é raro que uma rocha que apresente lineação não tenha foliação.
As lineações podem ocorrer em associação com dobras porque frequentemente estão associadas ao movimento que ocorre durante a flexão que originou a dobra. Assim como as lineações de falha, as lineações de flexão não são penetrativas, pois estão restritos a um plano. Estas lineações têm uma orientação perpendicular, ou de elevado ângulo, em relação ao plano axial do dobramento. Outras lineações são paralelos ao plano axial das dobras e são o produto da intersecção de planos.
Se a charneira de uma dobra é suficientemente curva, a charneira pode ser considerada uma lineação em si, dependendo da escala espacial que seja considerada. Os veios de quartzo são lineações, embora sejam geralmente assumidas como sendo formados pela segregação de quartzo durante um episódio de metamorfismo e como sendo paralelos ao eixo de dobramento. No entanto, o geólogo Gilbert Wilson já alertava, por volta de 1961, que o termo barra de quartzo (em inglês: quartz rod ou quartz ribbon) deveria ser considerado primordialmente descritivo, sem assumir de antemão uma génese particular.